# Protestas en Quebec de 2001
Las protestas en Quebec de 2001 fue un levantamiento de masas, marcado por disturbios y protestas civiles populares, contra la III Cumbre de las Américas del 20 al 22 de abril en la ciudad de Quebec. Las protestas masivas se encontraron con gases lacrimógenos de la policía, quienes afirmaron que los manifestantes estaban asaltando edificios. Las protestas cesaron el 22 de abril.

## Antecedentes
Quebec ha sido una pieza central de la cumbre y ha sido testigo de una dura represión y brutalidad policial durante protestas anteriores, y es conocida por su movimiento de independencia nacional. En 1968, 1974, 1986 y 1996 se produjeron movimientos en todo el estado. Los manifestantes marcharon por sus derechos y el fin de la III Cumbre de las Américas.

## Eventos
La policía afirmó que sus acciones estaban justificadas para proteger a los delegados de los intentos de la "zona roja" de atravesar la cerca, así como de los manifestantes violentos que destruyeron propiedades y atacaron a la policía, los medios de comunicación y otros manifestantes pacíficos.
Muchos manifestantes acusan a la policía de un uso excesivo de la fuerza, alegando que el uso abundante de gases lacrimógenos y balas de goma por parte de la policía fue completamente desproporcionado, y se dirigió principalmente a manifestantes pacíficos desarmados, con la dispersión de protestantes violentos como una ocurrencia tardía. Varios manifestantes resultaron gravemente heridos por balas de goma; asimismo, se lanzaron botes de gas lacrimógeno directamente contra los manifestantes en numerosas ocasiones, en violación de los protocolos que regulan su uso. También criticaron la actuación de las autoridades penitenciarias. En conjunto, el movimiento antiglobalización describe las acciones de la policía en la ciudad de Quebec como un intento de reprimir la disidencia.